# Station Hildenborough
Hildenborough is een spoorwegstation van National Rail in Tonbridge and Malling in Engeland. Het station is eigendom van Network Rail en wordt beheerd door Southeastern. 

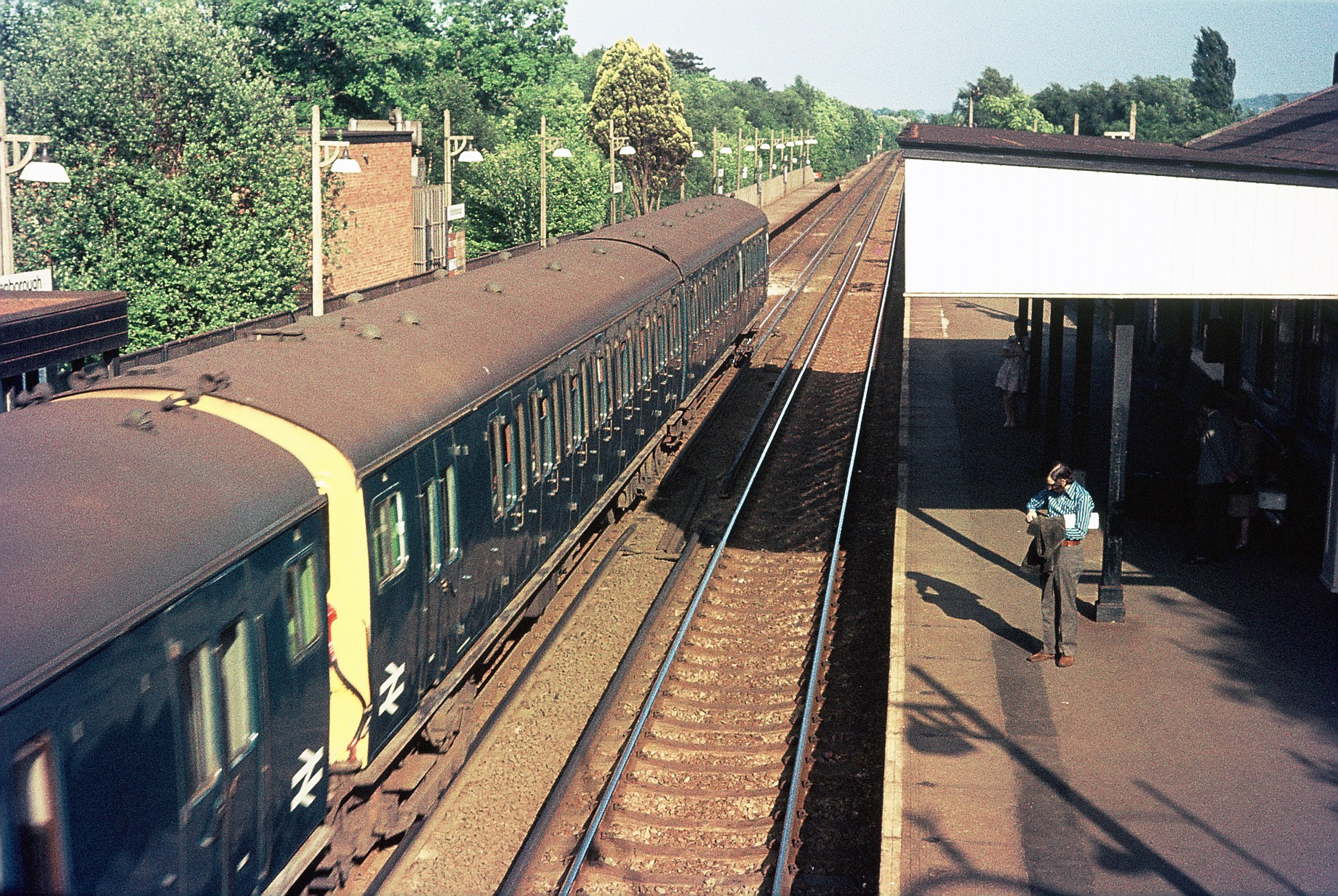
Forenzentrein in station Hildenborough, 1973; opvallend is het grote aantal deuren (zie:en:Slam-door train)